# Hôtel de ville de Hradčany
L’ancien hôtel de ville de Hradčany est un bâtiment Renaissance situé à Prague 1 dans le quartier de Hradčany. Il est situé rue Loretánska, parfois une adresse latérale donnant sur les Escaliers de la mairie est également mentionnée. 

## Histoire
Le bâtiment de l'ancien hôtel de ville a été construit à la fin des XVIe et XVIIe siècles, alors que Hradčany était par décret de l'empereur Rodolphe II de 1598, une ville indépendante qui avait besoin de construire son propre hôtel de ville. La façade de l'édifice porte l'emblème de la ville de Hradčany, l'emblème impérial et le symbole de la justice.
D'autres réparations et modifications ont eu lieu dans la première moitié du XVIIIe siècle, lorsque l’hôtel de ville d’origine a été reconstruit pour en faire une maison résidentielle. 

## Liens

### Littérature
- Jaroslava Stankova, Jiri Stursa, Svatopluk Vodera : Architecture de Prague, bâtiments importants du onzième siècle, Prague, 1991,  (ISBN 80-900209-6-8)